# Llista d'espècies de traquèlids
Aquesta és la llista d'espècies de traquèlids segons el World Spider Catalog amb data del 6 d'octubre de 2018. L'espècie tipus de tipus de cada gènere està marcada amb una "T".

## Afroceto
Afroceto Lyle & Haddad, 2010
- Afroceto ansieae Lyle, 2015 – Sud-àfrica
- Afroceto arca Lyle & Haddad, 2010 – Southern Àfrica
- Afroceto bisulca Lyle & Haddad, 2010 – Sud-àfrica
- Afroceto bulla Lyle & Haddad, 2010 – Sud-àfrica
- Afroceto capensis Lyle & Haddad, 2010 – Sud-àfrica
- Afroceto coenosa (Simon, 1897) – Sud-àfrica
- Afroceto corcula Lyle & Haddad, 2010 – Sud-àfrica
- Afroceto croeseri Lyle & Haddad, 2010 – Sud-àfrica
- Afroceto dippenaarae Lyle, 2015 – Sud-àfrica
- Afroceto flabella Lyle & Haddad, 2010 – Sud-àfrica
- Afroceto gracilis Lyle & Haddad, 2010 – Sud-àfrica
- Afroceto martini (Simon, 1897)T – Est, Sud d'Àfrica
- Afroceto plana Lyle & Haddad, 2010 – Sud-àfrica, Malawi
- Afroceto porrecta Lyle & Haddad, 2010 – Sud-àfrica
- Afroceto rotunda Lyle & Haddad, 2010 – Sud-àfrica
- Afroceto spicula Lyle & Haddad, 2010 – Sud-àfrica

## Cetonana
Cetonana Strand, 1929
- Cetonana laticeps (Canestrini, 1868)T – Europa, Rússia
- Cetonana lineolata (Mello-Leitão, 1941) – Brasil
- Cetonana orientalis (Schenkel, 1936) – Xina, Corea
- Cetonana petrunkevitchi Mello-Leitão, 1945 – Brasil
- Cetonana setosa (Simon, 1897) – Brasil

## Fuchiba
Fuchiba Haddad & Lyle, 2008
- Fuchiba aquilonia Haddad & Lyle, 2008T – Botswana, Moçambic, Sud-àfrica
- Fuchiba capensis Haddad & Lyle, 2008 – Sud-àfrica
- Fuchiba montana Haddad & Lyle, 2008 – Sud-àfrica, Lesotho
- Fuchiba similis Haddad & Lyle, 2008 – Sud-àfrica
- Fuchiba tortilis Haddad & Lyle, 2008 – Sud-àfrica
- Fuchiba venteri Haddad & Lyle, 2008 – Sud-àfrica

## Fuchibotulus
Fuchibotulus Haddad & Lyle, 2008
- Fuchibotulus bicornis Haddad & Lyle, 2008T – Sud-àfrica
- Fuchibotulus haddadi Lyle, 2013 – Sud-àfrica
- Fuchibotulus kigelia Haddad & Lyle, 2008 – Sud-àfrica, Moçambic

## Meriola
Meriola Banks, 1895
- Meriola arcifera (Simon, 1886) – Xile, Bolívia, Argentina, EUA (introduïda), Hawaii
- Meriola balcarce Platnick & Ewing, 1995 – Argentina
- Meriola barrosi (Mello-Leitão, 1951) – Xile, Argentina
- Meriola californica (Banks, 1904) – EUA, Mèxic
- Meriola cetiformis (Strand, 1908) – Perú, Brasil, Bolívia, Xile, Argentina
- Meriola davidi Grismado, 2004 – Argentina
- Meriola decepta Banks, 1895T – EUA a Guatemala, Colòmbia, Equador, Perú, Brasil
- Meriola fasciata (Mello-Leitão, 1941) – Brasil, Argentina
- Meriola foraminosa (Keyserling, 1891) – Veneçuela a Xile
- Meriola gallina Platnick & Ewing, 1995 – Xile
- Meriola goloboffi Platnick & Ewing, 1995 – Argentina
- Meriola hyltonae (Mello-Leitão, 1940) – Brasil, Argentina
- Meriola longitarsis (Simon, 1904) – Xile, Argentina
- Meriola manuel Platnick & Ewing, 1995 – Xile
- Meriola mauryi Platnick & Ewing, 1995 – Argentina
- Meriola nague Platnick & Ewing, 1995 – Xile
- Meriola penai Platnick & Ewing, 1995 – Xile, Argentina
- Meriola puyehue Platnick & Ewing, 1995 – Xile, Argentina
- Meriola quilicura Platnick & Ewing, 1995 – Xile
- Meriola rahue Platnick & Ewing, 1995 – Argentina
- Meriola ramirezi Platnick & Ewing, 1995 – Argentina
- Meriola tablas Platnick & Ewing, 1995 – Xile, Argentina
- Meriola teresita Platnick & Ewing, 1995 – Argentina
- Meriola virgata (Simon, 1904) – Xile

## Metatrachelas
Metatrachelas Bosselaers & Bosmans, 2010
- Metatrachelas amabilis (Simon, 1878) – Algèria, Tunísia
- Metatrachelas macrochelis (Wunderlich, 1992) – Espanya, Illes Canàries, Açores, Algèria
- Metatrachelas rayi (Simon, 1878)T – Espanya, França, Itàlia, Algèria

## Paccius
Paccius Simon, 1898
- Paccius angulatus Platnick, 2000 – Madagascar
- Paccius elevatus Platnick, 2000 – Madagascar
- Paccius griswoldi Platnick, 2000 – Madagascar
- Paccius madagascariensis (Simon, 1889)T – Madagascar
- Paccius mucronatus Simon, 1898 – Madagascar
- Paccius quadridentatus Simon, 1898 – Seychelles
- Paccius quinteri Platnick, 2000 – Madagascar
- Paccius scharffi Platnick, 2000 – Madagascar

## Paratrachelas
Paratrachelas Kovblyuk & Nadolny, 2009
- Paratrachelas acuminus (Zhu & An, 1988) – Rússia, Xina, Corea
- Paratrachelas atlantis Bosselaers & Bosmans, 2010 – Algèria
- Paratrachelas ibericus (Bosselaers et al., 2009) – Portugal, Espanya, França, Algèria
- Paratrachelas maculatus (Thorell, 1875)T – França a Ucraina, Turquia
- Paratrachelas validus (Simon, 1884) – Portugal, Espanya

## Patelloceto
Patelloceto Lyle & Haddad, 2010
- Patelloceto denticulata Lyle & Haddad, 2010 – Etiòpia
- Patelloceto media Lyle & Haddad, 2010 – Àfrica de l'Est, Central
- Patelloceto secutor Lyle & Haddad, 2010T – Àfrica Meridional

## Planochelas
Planochelas Lyle & Haddad, 2009
- Planochelas botulus Lyle & Haddad, 2009T – Ghana, Uganda
- Planochelas dentatus Lyle & Haddad, 2009 – Costa d'Ivori
- Planochelas purpureus Lyle & Haddad, 2009 – Costa d'Ivori

## Poachelas
Poachelas Haddad & Lyle, 2008
- Poachelas montanus Haddad & Lyle, 2008 – Sud-àfrica
- Poachelas refugus Haddad, 2010 – Sud-àfrica
- Poachelas solitarius Haddad & Lyle, 2008 – Zimbabwe
- Poachelas striatus Haddad & Lyle, 2008T – Sud-àfrica

## Spinotrachelas
Spinotrachelas Haddad, 2006
- Spinotrachelas capensis Haddad, 2006T – Sud-àfrica
- Spinotrachelas confinis Lyle, 2011 – Sud-àfrica
- Spinotrachelas montanus Haddad, Neethling & Lyle, 2011 – Sud-àfrica
- Spinotrachelas namaquensis Lyle, 2011 – Sud-àfrica
- Spinotrachelas similis Lyle, 2011 – Sud-àfrica

## Thysanina
Thysanina Simon, 1910
- Thysanina absolvo Lyle & Haddad, 2006 – Sud-àfrica
- Thysanina capensis Lyle & Haddad, 2006 – Sud-àfrica
- Thysanina gracilis Lyle & Haddad, 2006 – Namíbia, Sud-àfrica
- Thysanina serica Simon, 1910T – Namíbia, Sud-àfrica
- Thysanina similis Lyle & Haddad, 2006 – Tanzania
- Thysanina transversa Lyle & Haddad, 2006 – Sud-àfrica

## Trachelas
Trachelas L. Koch, 1872
- Trachelas alticolus Hu, 2001 – Xina
- Trachelas anomalus (Taczanowski, 1874) – French Guiana
- Trachelas barroanus Chamberlin, 1925 – Panama
- Trachelas bicolor Keyserling, 1887 – Hispaniola
- Trachelas bispinosus F. O. Pickard-Cambridge, 1899 – Mèxic a Panama, Trinidad
- Trachelas borinquensis Gertsch, 1942 – Puerto Rico
- Trachelas bravidus Chickering, 1972 – Jamaica
- Trachelas bulbosus F. O. Pickard-Cambridge, 1899 – Mèxic a El Salvador
- Trachelas cadulus Chickering, 1972 – Jamaica
- Trachelas cambridgei Kraus, 1955 – El Salvador a Panama
- Trachelas canariensis Wunderlich, 1987 – Espanya, Illes Canàries, Àfrica
- Trachelas chubbi Lessert, 1921 – East Àfrica
- Trachelas contractus Platnick & Shadab, 1974 – Cuba
- Trachelas costatus O. Pickard-Cambridge, 1885 – Yarkand
- Trachelas crassus Rivera-Quiroz & Álvarez-Padilla, 2015 – Mèxic
- Trachelas daubei Schmidt, 1971 – Equador
- Trachelas depressus Platnick & Shadab, 1974 – Mèxic
- Trachelas devi Biswas & Raychaudhuri, 2000 – Bangladesh
- Trachelas digitus Platnick & Shadab, 1974 – Costa Rica
- Trachelas dilatus Platnick & Shadab, 1974 – Hispaniola
- Trachelas ductonuda Rivera-Quiroz & Álvarez-Padilla, 2015 – Mèxic
- Trachelas ecudobus Chickering, 1972 – Panama, Trinidad
- Trachelas erectus Platnick & Shadab, 1974 – Hispaniola
- Trachelas fanjingshan Zhang, Fu & Zhu, 2009 – Xina
- Trachelas fasciae Zhang, Fu & Zhu, 2009 – Xina
- Trachelas femoralis Simon, 1897 – St. Vincent
- Trachelas fuscus Platnick & Shadab, 1974 – Mèxic
- Trachelas giganteus Platnick & Shadab, 1974 – Jamaica
- Trachelas hamatus Platnick & Shadab, 1974 – Mèxic
- Trachelas hassleri Gertsch, 1942 – Guyana
- Trachelas himalayensis Biswas, 1993 – India
- Trachelas huachucanus Gertsch, 1942 – EUA, Mèxic
- Trachelas inclinatus Platnick & Shadab, 1974 – Cuba
- Trachelas jamaicensis Gertsch, 1942 – Jamaica
- Trachelas japonicus Bösenberg & Strand, 1906 – Rússia, Xina, Corea, Japan
- Trachelas joopili Kim & Lee, 2008 – Corea
- Trachelas lanceolatus F. O. Pickard-Cambridge, 1899 – Mèxic
- Trachelas latus Platnick & Shadab, 1974 – Mèxic, Guatemala
- Trachelas mexicanus Banks, 1898 – EUA, Mèxic
- Trachelas minor O. Pickard-Cambridge, 1872T – Mediterranean a Central Asia, West Àfrica
- Trachelas mombachensis Leister & Miller, 2015 – Nicaragua
- Trachelas mulcetus Chickering, 1972 – Jamaica
- Trachelas nanyueensis Yin, 2012 – Xina
- Trachelas niger Mello-Leitão, 1922 – Brasil
- Trachelas nigrifemur Mello-Leitão, 1941 – Colòmbia
- Trachelas oculus Platnick & Shadab, 1974 – Cuba
- Trachelas odoreus Rivera-Quiroz & Álvarez-Padilla, 2015 – Mèxic
- Trachelas oreophilus Simon, 1906 – India, Sri Lanka
- Trachelas organatus Platnick & Shadab, 1974 – EUA, Mèxic
- Trachelas pacificus Chamberlin & Ivie, 1935 – EUA, Mèxic
- Trachelas panamanus Chickering, 1937 – Panama
- Trachelas parallelus Platnick & Shadab, 1974 – Nicaragua
- Trachelas planus Platnick & Shadab, 1974 – Costa Rica
- Trachelas prominens Platnick & Shadab, 1974 – Mèxic a Panama
- Trachelas punctatus Simon, 1886 – Senegal
- Trachelas pusillus Lessert, 1923 – Sud-àfrica, Lesotho
- Trachelas quadridens Kraus, 1955 – El Salvador, Costa Rica
- Trachelas quisquiliarum Simon, 1906 – Sri Lanka
- Trachelas robustus Keyserling, 1891 – Brasil
- Trachelas roeweri Lawrence, 1938 – Sud-àfrica
- Trachelas rotundus Platnick & Shadab, 1974 – Mèxic
- Trachelas rugosus Keyserling, 1891 – Brasil
- Trachelas santaemartae Schmidt, 1971 – Colòmbia
- Trachelas schenkeli Lessert, 1923 – Angola, Sud-àfrica, Moçambic
- Trachelas scopulifer Simon, 1896 – Sud-àfrica
- Trachelas similis F. O. Pickard-Cambridge, 1899 – EUA a Costa Rica
- Trachelas sinensis Chen, Peng & Zhao, 1995 – Xina
- Trachelas sinuosus Platnick & Shadab, 1974 – EUA
- Trachelas speciosus Banks, 1898 – Mèxic
- Trachelas spicus Platnick & Shadab, 1974 – Mèxic
- Trachelas spinulatus F. O. Pickard-Cambridge, 1899 – Central America
- Trachelas spirifer F. O. Pickard-Cambridge, 1899 – Guatemala, Honduras
- Trachelas submissus Gertsch, 1942 – Paraguai
- Trachelas sylvae Caporiacco, 1949 – Kenya
- Trachelas tanasevitchi Marusik & Kovblyuk, 2010 – Rússia
- Trachelas tomaculus Platnick & Shadab, 1974 – Cuba, Hispaniola
- Trachelas tranquillus (Hentz, 1847) – EUA, Canada
- Trachelas transversus F. O. Pickard-Cambridge, 1899 – Mèxic, Costa Rica
- Trachelas triangulus Platnick & Shadab, 1974 – Panama
- Trachelas tridentatus Mello-Leitão, 1947 – Brasil
- Trachelas trifidus Platnick & Shadab, 1974 – Panama
- Trachelas truncatulus F. O. Pickard-Cambridge, 1899 – Mèxic
- Trachelas uniaculeatus Schmidt, 1956 – Illes Canàries
- Trachelas vitiosus Keyserling, 1891 – Brasil
- Trachelas volutus Gertsch, 1935 – EUA, Mèxic
- Trachelas vulcani Simon, 1896 – Java

## Trachelopachys
Trachelopachys Simon, 1897
- Trachelopachys aemulatus Gertsch, 1942 – Paraguai
- Trachelopachys ammobates Platnick & Rocha, 1995 – Brasil
- Trachelopachys bicolor Chamberlin, 1916 – Perú, Bolívia
- Trachelopachys bidentatus Tullgren, 1905 – Bolívia
- Trachelopachys caviunae (Mello-Leitão, 1947) – Brasil
- Trachelopachys cingulipes (Simon, 1886) – Argentina
- Trachelopachys gracilis (Keyserling, 1891) – Brasil
- Trachelopachys ignacio Platnick, 1975 – Paraguai
- Trachelopachys keyserlingi (Roewer, 1951) – Brasil, Paraguai, Argentina
- Trachelopachys machupicchu Platnick, 1975 – Perú
- Trachelopachys magdalena Platnick, 1975 – Colòmbia
- Trachelopachys quadriocellatus (Mello-Leitão, 1939) – Bolívia, Paraguai, Argentina
- Trachelopachys sericeus (Simon, 1886)T – Brasil, Paraguai, Argentina, Xile
- Trachelopachys singularis (Caporiacco, 1955) – Veneçuela
- Trachelopachys tarma Platnick, 1975 – Perú

## Utivarachna
Utivarachna Kishida, 1940
- Utivarachna accentuata (Simon, 1896) – Sri Lanka
- Utivarachna arcuata Zhao & Peng, 2014 – Xina
- Utivarachna bucculenta Deeleman-Reinhold, 2001 – Thailand
- Utivarachna chamaeleon Deeleman-Reinhold, 2001 – Borneo
- Utivarachna dusun Deeleman-Reinhold, 2001 – Borneo
- Utivarachna fabaria Zhao & Peng, 2014 – Xina
- Utivarachna fronto (Simon, 1906) – India
- Utivarachna fukasawana Kishida, 1940T – Borneo
- Utivarachna gongshanensis Zhao & Peng, 2014 – Xina
- Utivarachna gui (Zhu, Song & Kim, 1998) – Xina
- Utivarachna ichneumon Deeleman-Reinhold, 2001 – Borneo
- Utivarachna kinabaluensis Deeleman-Reinhold, 2001 – Borneo
- Utivarachna phyllicola Deeleman-Reinhold, 2001 – Tailàndia, Sumatra, Borneo
- Utivarachna rama Chami-Kranon & Likhitrakarn, 2007 – Thailand
- Utivarachna rubra Deeleman-Reinhold, 2001 – Borneo
- Utivarachna taiwanica (Hayashi & Yoshida, 1993) – Taiwan